# Episodi di Rocco Schiavone (seconda stagione)
La seconda stagione della serie televisiva Rocco Schiavone, formata da 4 episodi, è stata trasmessa su Rai 2 dal 17 ottobre al 7 novembre 2018. Il primo episodio è stato pubblicato in anteprima su RaiPlay.
| nº | Titolo                   | Prima TV        |
| -- | ------------------------ | --------------- |
| 1  | 7-7-2007                 | 17 ottobre 2018 |
| 2  | Tutta la verità          | 24 ottobre 2018 |
| 3  | Pulvis et Umbra          | 31 ottobre 2018 |
| 4  | Prima che il gallo canti | 7 novembre 2018 |

## 7-7-2007
- Diretto da: Giulio Manfredonia
- Scritto da: Antonio Manzini e Maurizio Careddu

### Trama
Il procuratore Baldi e il questore Costa chiedono a Rocco Schiavone perché il latitante Enzo Baiocchi abbia ucciso Adele Talamonti al posto suo, e così il vicequestore torna indietro con i ricordi al luglio 2007, quando Marina lo aveva lasciato dopo aver scoperto le sue “entrate extra”. In quei giorni Schiavone è chiamato a indagare sull'omicidio di due ragazzi della borghesia romana che si sono messi nei guai con un pericoloso giro di spacciatori e, con l'aiuto dei suoi amici Furio, Brizio e Sebastiano, individua in Luigi Baiocchi, fratello di Enzo, uno degli organizzatori del traffico. Il blitz al porto di Civitavecchia, dove Baiocchi e i suoi complici stanno aspettando l'arrivo di un container dal Messico, annienta il traffico di droga dal Centro America. Luigi Baiocchi, nel tentativo di vendicarsi di Rocco, spara per errore a Marina seduta in macchina a fianco di Schiavone, uccidendola. Baldi e Costa però non sembrano credere a Schiavone quando afferma che Luigi è fuggito in Sud America.
- Altri interpreti: Alessandro Bernardini (Luigi Baiocchi), Duccio Camerini (PM Sasà D’Inzeo), Giorgio Caputo (dott. Gizzi), Roberto Ciufoli (anatomopatologo Spartaco “Uccio” Pichi), Flavio Furno (Simone Zuccari), Massimiliano Vado (Massimiliano), Andrea De Rosa (Parrillo), Fabrizio Sabatucci (Francesco Munifici), Massimiliano Pazzaglia (Alberto Ferri), Bruno Conti (Luigi Cuticchio), Toni Fornari (Checco).
- Tratto dall'omonimo romanzo edito da Sellerio nel 2016.
- Ascolti Italia: telespettatori 3 172 000 – share 13.09% [1]

## Tutta la verità
- Diretto da: Giulio Manfredonia
- Scritto da: Antonio Manzini e Maurizio Careddu

### Trama
Schiavone prende possesso del nuovo appartamento, non volendo più vivere in quello dove è stata uccisa Adele; nel nuovo condominio, fa la conoscenza di Gabriele, un quindicenne spesso lasciato solo dalla madre che deve lavorare lontano da casa.
Rocco viene chiamato a indagare sulla morte dei coniugi Moresi, trovati nella loro casa in avanzato stato di decomposizione. Schiavone, dopo aver sospettato da subito del figlio tossicodipendente Andrea, scopre che l'assassino è l'altro figlio Giorgio, il quale aveva voluto vendere un orologio di valore del padre per rientrare dei debiti facendo ricadere la colpa sul fratello; Schiavone però non riesce a evitare il suicidio di Giorgio. Enzo Baiocchi si nasconde dalla figlia e Sebastiano è deciso a vendicarsi per la morte di Adele. Schiavone racconta a Brizio e Furio la verità sui Baiocchi: aiutato da Sebastiano, ha ucciso Luigi facendo poi sparire il suo corpo e per questo il fratello Enzo voleva vendicarsi, ma ha sbagliato uccidendo Adele a casa del poliziotto.
- Altri interpreti: Alessandro Bernardini (Luigi Baiocchi), Valentina Correani (figlia di Enzo Baiocchi), Stefano Scandaletti (Andrea Moresi).
- Tratto dal racconto Buon Natale, Rocco! edito da Sellerio nel 2013 e in parte dal romanzo 7-7-2007.
- Ascolti Italia: telespettatori 2 656 000 – share 11% [2]

## Pulvis et Umbra
- Diretto da: Giulio Manfredonia
- Scritto da: Antonio Manzini e Maurizio Careddu

### Trama
Vicino al fiume viene trovato il cadavere di una prostituta trans strangolata e Schiavone, aiutato dal nuovo commissario della scientifica Michela Gambino, donna bizzarra ed esageratamente complottista, scopre che è morta durante la pratica del bondage. Tuttavia il vicequestore, quando è vicino all'assassino, viene fermato da un uomo dei servizi segreti e l'indagine viene chiusa in tutta fretta dal questore, facendo ricadere la colpa su un disgraziato morto per sbaglio. Schiavone passa sempre più tempo con Gabriele, mentre Sebastiano sta addosso alla figlia di Baiocchi per stanarlo; Caterina Rispoli, in lite con Italo, viene avvisata dalla madre che il padre, che lei odia, deve sottoporsi a una rischiosa operazione al cuore.
- Altri interpreti: Lorenza Indovina (Michela Gambino), Valentina Correani (figlia di Enzo Baiocchi), Salvatore Cantalupo (Bernardo Valenti), Alex Cendron (Marco Rosset), Erika Blanc (Cosma), Renato Liprandi (Berthod), Antonella Ponziani (madre di Caterina Rispoli).
- Tratto dall'omonimo romanzo edito da Sellerio nel 2017.
- Ascolti Italia: telespettatori 2 639 000 – share 12% [3]

## Prima che il gallo canti
- Diretto da: Giulio Manfredonia
- Scritto da: Antonio Manzini e Maurizio Careddu

### Trama
Nelle tasche dei pantaloni di un uomo honduregno trovato morto a Castel di Decima viene trovato un foglietto con scritto il numero di Schiavone e a indagare c'è Grazia Bonanni del commissariato di Spinaceto. Il questore Costa non si fida di quello che gli ha detto Schiavone sulla scomparsa di Luigi Baiocchi e così i due scendono a Roma. Schiavone collega il morto, Ruben Montoro, a Baiocchi e a Barrio dell'ambasciata dell'Honduras. La Rispoli va a fare visita al padre in ospedale, ma l'uomo muore durante l'operazione e per lei è una liberazione. La ragazza e Schiavone, dopo aver bevuto qualcosa in un bar osservati da Italo, finiscono per fare l'amore. Sebastiano non si trova più, e pare essere sulle tracce di Baiocchi che, durante la fuga, è stato il probabile autore di rapine a benzinai vicino prima a Foligno e poi nei pressi di Udine. Schiavone intuisce così ciò che Sebastiano ha già capito: Baiocchi si sta recando da Mino Coppetti, suo compagno di cella e falsario, a Cividale del Friuli, e con Brizio e Furio riesce a trovarlo per offrirgli aiuto, ma l'amico viene arrestato dai reparti speciali, sulle tracce del fuggiasco, proprio nel momento in cui sta per ucciderlo; Rocco sostiene di essere stato seguito e spiato a causa di una soffiata di una spia all'interno della questura di Aosta, ma Sebastiano e gli altri due amici non gli credono, mentre il procuratore Baldi intuisce il suo coinvolgimento nella vicenda, decidendo però di chiudere un occhio. Rocco, tornato ad Aosta, capisce che a tradirlo è stata la Rispoli, alla quale ingenuamente aveva fatto confidenze e comunicato i suoi spostamenti: la collega si giustifica dicendo di averlo dovuto tradire per sdebitarsi con Mastrodomenico, dirigente superiore nella capitale che l'aveva aiutata anni prima a uscire dalla sua difficile situazione familiare.
- Altri interpreti: Maria Rosaria Russo (vicequestore Grazia Bonanni), Paolo Buglioni (Alfredo De Silvestri), Duccio Camerini (PM Sasà D’Inzeo), Roberto Ciufoli (anatomopatologo Spartaco “Uccio” Pichi), Antonella Ponziani (madre di Caterina Rispoli), Daniele Nuccetelli (Riccardo Mastrodomenico).
- Tratto dal romanzo Pulvis et Umbra edito da Sellerio nel 2017.
- Ascolti Italia: telespettatori 2 689 000 – share 11,1% [4]